# Полк (окръг, Орегон)
Вижте пояснителната страница за други значения на Полк.
Окръг Полк (на английски: Polk County) е окръг в щата Орегон, Съединени американски щати. Площта му е 1927 km², а населението - 62380 души (2000). Административен център е град Далас.

## Градове
- Монмаут
- Фолс Сити